# Baron Sandhurst
Baron Sandhurst, of Sandhurst in the County of Berks, ist ein erblicher britischer Adelstitel in der Peerage of the United Kingdom.

## Verleihung und Geschichte des Titels
Der Titel wurde am 28. März 1871 für den Oberbefehlshaber in Indien Sir William Mansfield geschaffen. Sein ältester Sohn, der 2. Baron, wurde am 23. Januar 1917 auch zum Viscount Sandhurst, of Sandhurst in the County of Berks, erhoben. Als der Viscount am 2. November 1921 kinderlos starb, erlosch die Viscountcy, während die Baronie an seinen jüngeren Bruder als 3. Baron fiel. Heutiger Titelinhaber ist seit 2002 dessen Urenkel Guy Mansfield als 6. Baron.

## Liste der Barone Sandhurst (1871)
- William Mansfield, 1. Baron Sandhurst (1819–1876)
- William Mansfield, 1. Viscount Sandhurst, 2. Baron Sandhurst (1855–1921)
- John Mansfield, 3. Baron Sandhurst (1857–1933)
- Ralph Mansfield, 4. Baron Sandhurst (1892–1964)
- John Mansfield, 5. Baron Sandhurst (1920–2002)
- Guy Mansfield, 6. Baron Sandhurst (* 1949)

Titelerbe (Heir Apparent) ist der einzige Sohn des aktuellen Titelinhabers, Hon. Edward Mansfield (* 1982).